# Copestylum xipe
Copestylum xipe är en tvåvingeart som först beskrevs av Hull 1942. Copestylum xipe ingår i släktet Copestylum och familjen blomflugor.
Artens utbredningsområde är Panama. Inga underarter finns listade i Catalogue of Life.